# Copa América de fútbol playa 2013
La Copa América de Fútbol Playa 2013 fue la segunda edición de torneo patrocinado por Beach Soccer Worldwide (BSWW) que se desarrolló del 18 al 20 de enero en Santos, Brasil. Los equipos participantes fueron las selecciones nacionales de Brasil, Argentina, Estados Unidos y México.
Brasil fue la selección ganadora del torneo por segunda ocasión consecutiva, y los reconocimientos individuales fueron otorgados a Bueno (Brasil) como jugador más valioso; Ricardo Villalobos y Morgan Plata, ambos de México, mejores anotadores con tres goles cada uno; y Fanta (Brasil), como mejor guardameta.

## Equipos participantes
| Equipos participantes | Equipos participantes | Equipos participantes | Equipos participantes |
| --------------------- | --------------------- | --------------------- | --------------------- |
| Brasil                | Argentina             | Estados Unidos        | México                |

## Sistema de competencia
El torneo se llevó a cabo bajo el sistema de eliminación directa de la siguiente manera:
- En la primera jornada los cuatro equipos participantes fueron emparejados.
- En la segunda jornada se enfrentaron los ganadores contra los perdedores de cada juego de la primera jornada.
- En la tercera jornada los perdedores de la segunda jornada se enfrentaron entre sí para decidir el tercer puesto, mientras que los ganadores decidieron el campeón del torneo.

## Posiciones
| Equipo         | Pts | PJ | PG | PG+ | PP | GF | GC | Dif |
| -------------- | --- | -- | -- | --- | -- | -- | -- | --- |
| Brasil         | 9   | 3  | 3  | 0   | 0  | 14 | 7  | 7   |
| México         | 6   | 3  | 2  | 0   | 1  | 10 | 7  | 3   |
| Argentina      | 3   | 3  | 1  | 0   | 2  | 7  | 10 | -3  |
| Estados Unidos | 0   | 3  | 0  | 0   | 3  | 5  | 12 | -7  |

## Calendario y resultados
| 18 de enero | México | 6:3 | Argentina |  |  |

| 18 de enero | Brasil | 7:4 | Estados Unidos |  |  |

| 19 de enero | México | 2:0 | Estados Unidos |  |  |

| 19 de enero | Brasil | 3:1 | Argentina |  |  |

| 20 de enero | Argentina | 3:1 | Estados Unidos |  |  |

| 20 de enero | Brasil | 4:2 | México |  |  |